# Marzio Bruseghin
Marzio Bruseghin, né le 15 juin 1974 à Conegliano, est un coureur cycliste italien. Professionnel de 1997 à 2012, il a notamment été champion d'Italie du contre-la-montre en 2006 et troisième du Tour d'Italie 2008.

## Biographie
Marzio Bruseghin est passé professionnel en 1997 dans l'équipe Brescialat-Oyster. Il a évolué par la suite dans les équipes IBanesto.com (1999-2002), Fassa Bortolo (2003-2005) et Lampre depuis 2006. C'est avant tout un bon rouleur mais également un bon grimpeur. En 2010, il court pour la Caisse d'Épargne.
En 2011, il est retiré de la sélection de coureurs de l'équipe Movistar devant participer au Tour d'Italie durant la semaine précédant le départ de cette course, en raison de sa possible implication dans l'affaire de dopage dite de Mantoue. Le quotidien italien La Gazzetta dello Sport a notamment publié des extraits d'enregistrements téléphoniques entre Marzio Bruseghin et Guido Nigrelli, pharmacien de Mantoue au centre de cette enquête,. Un procès commence en décembre 2013. 28 personnes dont Bruseghin sont concernées. Le verdict est annoncé le 18 décembre 2015 et conclut à l'acquittement pour tous les membres de l'équipe Lampre accusés dont faisait partie Bruseghin.

## Palmarès et classements mondiaux

### Palmarès amateur
- 1992
  - Giro della Lunigiana
- 1994
  - Gran Premio Cementizillo
  - 2e du Gran Premio Gelati Sanson
- 1996
  - Piccola Sanremo
  - Giro del Casentino
  - Trofeo Banca Popolare di Vicenza
  - Grand Prix de l'industrie et du commerce de San Vendemiano
  - Astico-Brenta
  - Prologue du Tour des régions italiennes (contre-la-montre par équipes)

### Palmarès professionnel
- 2002
  - 8e du Critérium du Dauphiné libéré
- 2004
  - 6e du Tour de Lombardie
  - 6e du championnat du monde du contre-la-montre
- 2005
  - 2e du championnat d'Italie du contre-la-montre
  - 8e du Critérium du Dauphiné libéré
  - 8e du Tour d'Allemagne
  - 9e du Tour d'Italie
- 2006
  -  Champion d'Italie du contre-la-montre
  - 6e du Tour d'Allemagne
  - 9e du Tour de Pologne
- 2007
  - 13e étape du Tour d'Italie (contre-la-montre)
  - 8e du Tour d'Italie
- 2008
  - 10e étape du Tour d'Italie (contre-la-montre)
  - 3e du Tour d'Italie
  - 10e du Tour d'Espagne
- 2009
  - 7e du Tour d'Italie

### Classements sur les grands tours

#### Tour de France
7 participations
- 2002 : 47e
- 2003 : 66e
- 2004 : 68e
- 2006 : 20e
- 2007 : 41e
- 2008 : 27e
- 2009 : 80e

#### Tour d'Italie
13 participations
- 1998 : 80e
- 1999 : 66e
- 2000 : 69e
- 2001 : 16e
- 2003 : 22e
- 2004 : 58e
- 2005 : 9e
- 2006 : 25e
- 2007 : 8e, vainqueur de la 13e étape (contre-la-montre)
- 2008 : 3e, vainqueur de la 10e étape (contre-la-montre)
- 2009 : 7e[5],[6]
- 2010 : non-partant (7e étape)
- 2012 : 17e

#### Tour d'Espagne
3 participations
- 2008 : 10e
- 2010 : 20e[7],[8]
- 2011 : 14e

### Classements mondiaux
| Année                  | 2005 | 2006 | 2007 | 2008 | 2009 | 2010 | 2011 | 2012 |
| ---------------------- | ---- | ---- | ---- | ---- | ---- | ---- | ---- | ---- |
| Classement ProTour     | 50e  | 76e  | 67e  | nc   |      |      |      |      |
| Calendrier mondial UCI |      |      |      |      | 101e | 238e |      |      |
| UCI World Tour         |      |      |      |      |      |      | 113e | 166e |